# پل سانجو
سانجو اوهاشی (به ژاپنی: 三条大橋 Sanjō Ōhashi)، یک پل در شهر کیوتو در استان کیوتو در ژاپن است. این رودخانه به عنوان بخشی از سانجو-دوری (خیابان سوم) روی رود کامو می‌گذرد.
ساحل رودخانه‌ای که در همان نزدیکی قرار دارد، زمانی سانجوگاوارا نامیده می‌شد و مکانی بود که در آن اعدام‌ها و نمایش عمومی سرها پس از اعدام انجام می‌شد.

## حادثه تابلوی اعلانات سانجو
در سپتامبر ۱۸۶۶، تابلویی در پل سانجو نصب شد که علناً اعلام می‌کرد هان‌های چوشو دشمن دولت هستند. قرار دادن این تابلو از نظر استراتژیکی بسیار مهم بود، زیرا پل سانجو از نظر تاریخی آخرین بخش مسیر توکایدو برای مسافرانی بود که سفرهای طولانی را آغاز می‌کردند. قرار دادن این کیفرخواست در آنجا تضمین می‌کرد که دیده شود و به‌طور گسترده در سراسر کشور پخش شود. این موضوع چوشوها را خشمگین کرد و آنها مرتباً هر بار که تابلو تعویض می‌شد، آن را خراب می‌کردند. در نهایت، گروهی از شینسنگومی برای دستگیری خرابکاران و تحویل آنها به دست عدالت اعزام شدند. سی و چهار شینسنگومی در سه واحد اعزام شدند. دو نفر از آنها لباس گدایی به تن داشتند و در کنار پل کمین کرده بودند. وقتی هشت سامورایی برای تخریب تابلو به آن نزدیک شدند، سه نفر کشته شدند و پنج نفر باقی مانده فرار کردند.